# 테노
테노(스페인어: Teno)는 칠레 마울레 주 쿠리코 현의 코무나이다.